# Saucy Dog
Saucy Dog (サウシードッグ) est un groupe de rock japonais originaire d'Osaka. Il est composé du chanteur et guitariste Shinya Ishihara, du bassiste Kazuki Akizawa et de la batteuse Yuika Seto.

## Histoire
Saucy Dog est fondé en novembre 2013 à Osaka par Shinya Ishihara. Kazuki Akizawa et Yuika Seto rejoignent le groupe en août 2016.
Le groupe délivre son premier mini-album, intitulé Country Road, en mai 2017.
En août 2021, Saucy Boy sort le single Cinderella Boy, lequel rencontre un grand succès, atteignant le top 10 du Japan Hot 100, et se classant 6e parmi les chansons ayant rencontrées le plus de succès au Japon en 2022.
Le groupe est également connu pour ses titres Shion (紫苑), qui a servi de générique au film d'animation To Me, the One Who Loved You, et Kaibutsutachi yo (怪物たちよ), issu de la bande-originale du film Scroll.

## Discographie
- 2017 : Country Road (カントリーロード?)
- 2018 : Salad Days (サラダデイズ?)
- 2019 : Blue Period (ブルーピリオド?)
- 2020 : Take Me (テイクミー?)
- 2021 : Lazy Sunday (レイジーサンデー?)
- 2022 : Sunny Bottle (サニーボトル?)
- 2023 : But Really (バットリアリー?)
- 2023 : Hashiyasume (はしやすめ?)